# Bargłów Kościelny (plaats)
Bargłów Kościelny, (Litouws: Barglavas) is een dorp in het Poolse woiwodschap Podlachië, in het district Augustowski. De plaats maakt deel uit van de gemeente Bargłów Kościelny.